# Eduard von Böhm-Ermolli
Eduard Böhm, ab 1885 von Böhm-Ermolli, ab 1917 Freiherr von Böhm-Ermolli, ab 1919 Eduard Böhm-Ermolli (* 12. Februar 1856 in Ancona, Kirchenstaat; † 9. Dezember 1941 in Troppau, Reichsgau Sudetenland, Deutsches Reich) war ein Feldmarschall der k.u.k. Armee und Heerführer im Ersten Weltkrieg.

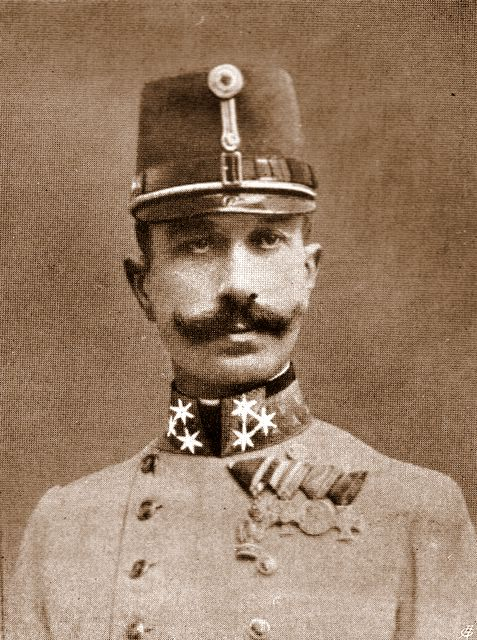
Eduard von Böhm-Ermolli (um 1897)

## Leben

### Herkunft, Ausbildung
Eduard war der Sohn des k.u.k. Majors Georg Böhm (1813–1893) aus Kunewald bei Neutitschein, eines ehemaligen Unteroffiziers, der wegen Tapferkeit in der Schlacht bei Novara (1849) zum Offizier befördert, bei Versetzung in den Ruhestand (1877) zum Major ernannt und in den erblichen Adelsstand (14. September 1885) erhoben worden war. Schon am 24. Juni 1885 hatte der Vater die Erlaubnis erhalten, seinem eigenen Namen den Geburtsnamen seiner italienischen Ehefrau (Maria Josepha Ermolli † 1906) hinzuzufügen. Seitdem hieß die in der Garnisonsstadt Troppau lebende Familie nun von Böhm-Ermolli.

### Militärkarriere
Eduard Böhm-Ermolli durchlief das Kadetteninstitut in Sankt Pölten und die Theresianische Militärakademie in der kaiserlichen Burg zu Wiener Neustadt und trat am 1. September 1875 als Leutnant in das Dragoner-Regiment 4 „Erzherzog Albrecht“ in Wels ein. Drei Jahre später wurde er zum Generalstabslehrgang auf die Kriegsakademie nach Wien kommandiert und nach erfolgreichem Abschluss als Stabsoffizier zur 21. Infanterie-Brigade nach Lemberg versetzt. Am 1. Mai 1897 wurde er Oberst und Kommandant des Ulanen-Regimentes Nr. 3. Am 15. April 1901 übernahm er die 16. Kavallerie-Brigade in Pozsony und wurde am 1. Mai 1903 zum Generalmajor befördert. Am 14. April 1905 erhielt er das Kommando über die 7. Kavallerie-Division und stieg am 1. April 1907 zum Feldmarschallleutnant auf. Am 28. April 1909 wurde Böhm-Ermolli Kommandeur der 12. Infanterietruppen-Division. Nach diesen Truppenverwendungen, deren Garnisonen zumeist in Krakau lagen, erreichte er schließlich am 1. Mai 1912 den Rang (Patent mit 29. April) eines Generals der Kavallerie. Am 7. Februar 1911 wurde er schließlich zum Kommandierenden General des I. Korps in Krakau bestellt. Seit dem 25. Dezember 1911 war er auch kaiserlicher und königlicher Geheimer Rat. Schließlich wurde er am 4. Februar 1913 zum Oberstinhaber des in Galizien liegenden k.u.k. Ulanen-Regimentes Nr. 13 ernannt.

### Erster Weltkrieg

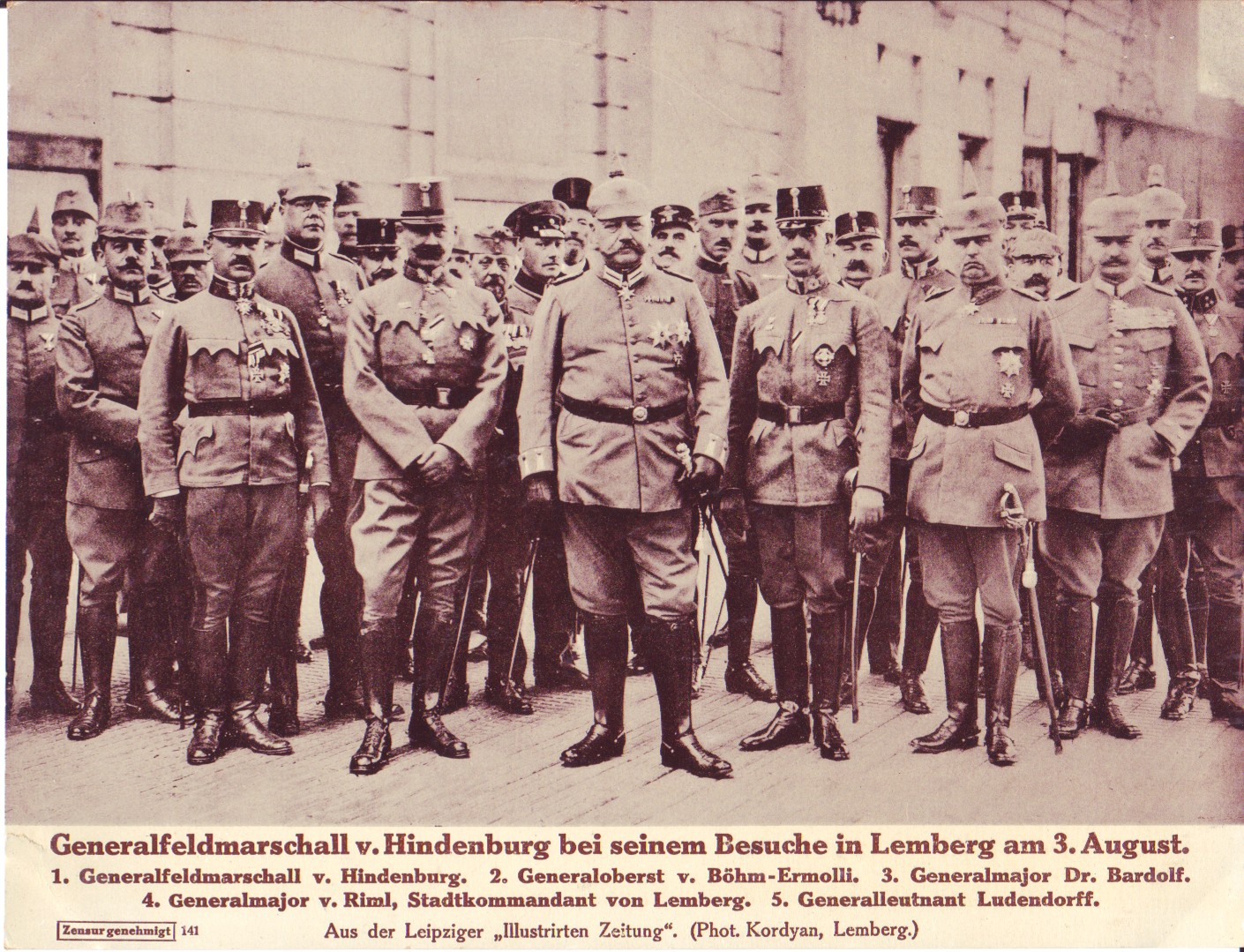
Besuch in Lemberg im August 1916: von Böhm-Ermolli zwischen Hindenburg und Ludendorff

Bei Ausbruch des Ersten Weltkrieges wurde Böhm-Ermolli im Juli 1914 die Führung der k.u.k. 2. Armee übertragen. Kurzfristig am Serbienfeldzug 1914 beteiligt, wurde diese Armee durch den Generalstabschef Franz Conrad von Hötzendorf zu spät gegen die in Galizien eindringenden russischen Truppen abtransportiert. Während der Schlussphase der Schlacht von Lemberg versuchte die 2. Armee Anfang September durch Gegenangriffe an der Wereszyca vergeblich den Verlust von Lemberg zu verhindern und musste sich danach hinter den San zurückziehen.
Im Herbst 1914 wurde das Armeekommando infolge der fehlgeschlagenen Schlacht an der Weichsel nach Russisch-Polen verlegt und war im Anschluss an das deutsche Landwehrkorps Woyrsch bis Mitte Februar 1915 im Raum Belchatow konzentriert. Ende Februar 1915 nach Galizien zurückgekehrt, misslang dem Armeekommando in der Schlacht in den Karpaten mit der unterstellten Korpsgruppe Tersztyánszky  die angestrebte Freikämpfung der belagerten Festung Przemyśl. Aus dem Raum Baligrod nach Norden antretend, scheiterten mehrere Offensiven der 2. Armee unter schweren Verlusten.
Nach dem erfolgreichen Durchbruch der Mittelmächte in der Schlacht von Gorlice-Tarnów (Mai 1915), gelang auch der 2. Armee der Austritt aus den Karpaten-Stellungen und nach dem Durchbruch bei Grodek am 23. Juni 1915 die Rückeroberung von Lemberg.
Im September 1915 übernahm Böhm-Ermolli zusätzlich zu seinem Armeekommando auch die Führung der nach ihm benannten Heeresgruppe Böhm-Ermolli, die während des fehlgeschlagenen Feldzuges nach Rowno durch die russischen Gegenangriffe an der Linie Brody – Zloczow – Strypa – Buczacz in die Defensive gedrängt wurde. Böhm-Ermollis Kommando über die 2. Armee (bis zum Mai 1918 andauernd), zeitweilig auch unter deutschem Oberkommando, war eine der am längsten währenden militärischen Verwendungen des Ersten Weltkrieges.
Am 1. Mai 1916 erfolgte Böhm-Ermollis Beförderung zum Generaloberst. Seine Heeresgruppe, welcher auch die deutsche Südarmee unterstellt war, konnte in den Abwehrschlachten in Ostgalizien im Sommer 1916 als einzige ihre alte Front im Wesentlichen halten. Im folgenden Kriegsjahr während der russischen Kerenski-Offensive schwer bedrängt, gelang mit deutscher Truppenhilfe am 3. August 1917 die Wiedereroberung von Czernowitz.

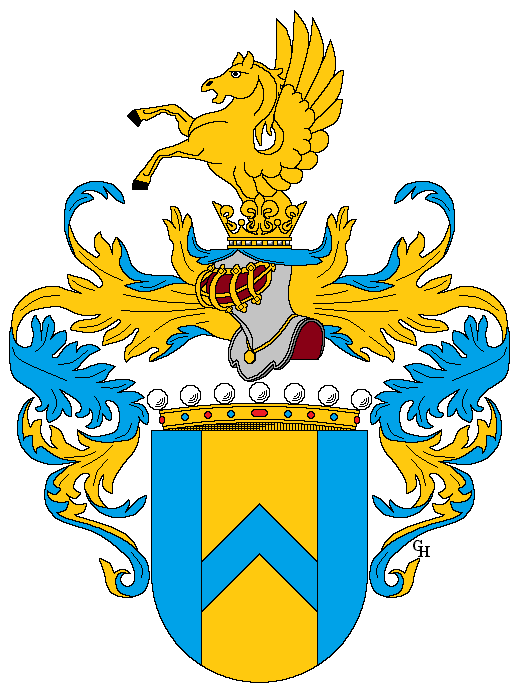
Wappen von Böhm-Ermolli anlässlich seiner Erhebung in den Freiherrenstand 1917

Im August 1917 erhielt er das Kommandeurkreuz des Militär-Maria-Theresien-Ordens und gleichzeitig die Erhebung in den erblichen Freiherrenstand. Er wurde Mitglied im österreichischen Herrenhaus und am 31. Januar 1918 k.u.k. Feldmarschall.
Seine letzte Aufgabe als Oberkommandierender war die Besetzung der Ukraine 1918. Kaiser Karl I. beauftragte ihn im März 1918, Requirierungen „rücksichtslos und gegebenenfalls gewaltsam durchzuführen“. Das Armeeoberkommando belobigte Böhm-Ermolli Anfang Mai für befriedigende Requirierung von Nahrungsmitteln. Wegen Konflikten mit den deutschen Verbündeten wurde er jedoch am 16. Mai 1918 seines Postens enthoben, seine Heeresgruppe wurde in Odessa aufgelöst.

### Letzter Lebensabschnitt

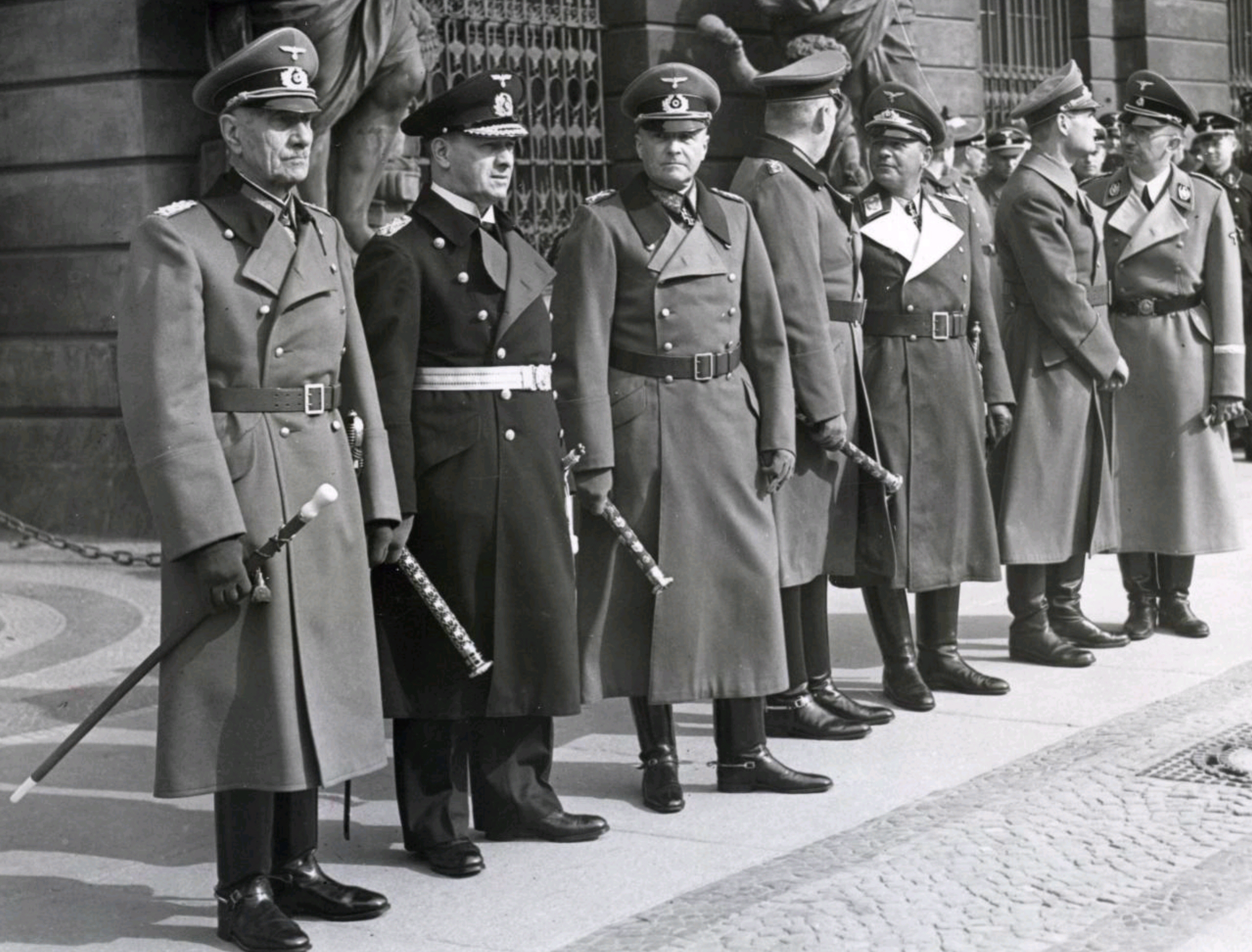
Böhm-Ermolli (ganz links) 1941 im Kreis deutscher Feldmarschälle

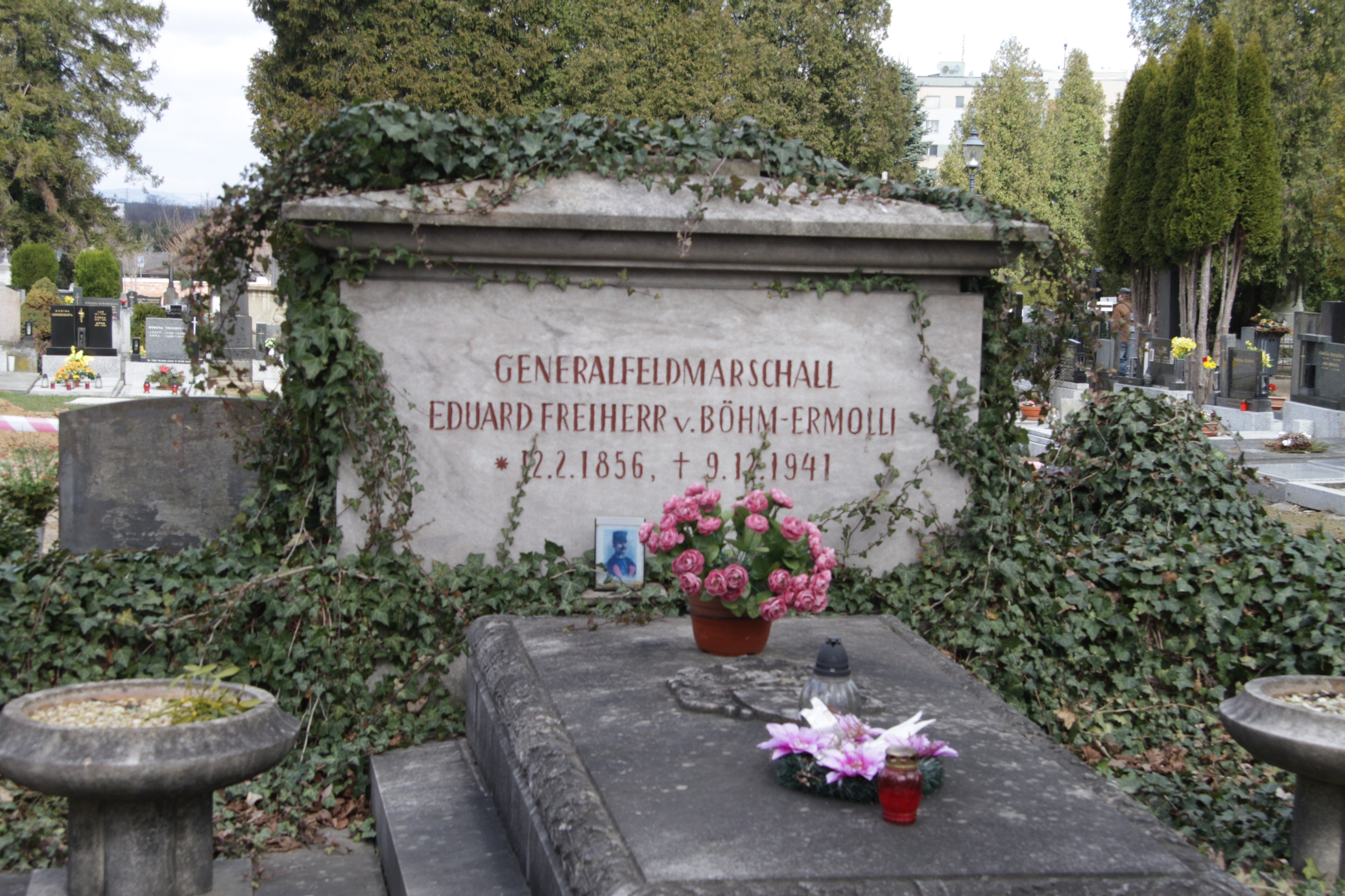
Grab Böhm-Ermollis in Troppau

Nach dem Zusammenbruch der Monarchie im November 1918 zog sich Eduard von Böhm-Ermolli nach Troppau zurück, das dann Teil der neu entstehenden Tschechoslowakischen Republik wurde. Die tschechoslowakische Regierung zahlte ihm eine Pension und ernannte ihn zum General der Reserve, später zum Armeegeneral, obwohl er niemals aktiven Dienst in der Armee des Landes tat.
Mit der Annexion des Sudetenlandes 1938 war der k.u.k. Feldmarschall von Böhm-Ermolli Bürger des Deutschen Reiches. Er wurde als einziger der noch lebenden k.u.k. Feldmarschälle im Oktober 1940 mit dem Charakter eines Generalfeldmarschalls ausgezeichnet und zum Chef des in Troppau stationierten Infanterieregiments 28 ernannt. Als der 85-jährige Feldmarschall 1941 starb, wurde er in Wien mit einem Staatsakt geehrt, bei dem Generalfeldmarschall Wilhelm Keitel die Wehrmacht vertrat. Er wurde in Troppau beigesetzt. Sein Grab existiert noch heute.

## Auszeichnungen
Eduard Freiherr von Böhm-Ermolli war Kommandeur des Militär-Maria-Theresien-Ordens (179. Promotion), Träger des Großkreuzes des ö.k. Leopold-Ordens sowie des Königlich-Ungarischen Sankt Stephans-Ordens, Inhaber des Österreichischen Militärverdienstkreuzes I. Klasse, des Sterns des Ehrenzeichens für Verdienste um das Rote Kreuz, des Eichenlaubes zum Pour le Mérite und verschiedener anderer höchster in- und ausländischer Orden und Ehrenzeichen.